# Lamiinae
Los lamiínos (Lamiinae) son una subfamilia de coleópteros crisomeloideos de la familia Cerambycidae, muy numerosa, con más de 20 000 especies en más de 3000 géneros de alrededor de 80 tribus. Son de distribución mundial con mayor diversidad en los trópicos.

## Tribus
La taxonomía de las tribus está en flujo. Algunas de las tribus en esta lista son ahora sinónimos de otras.
- Acanthocinini - Acanthoderini - Acrocinini - Aerenicini - Agapanthiini - Agniini - Ancylonotini - Anisocerini - Apodasyini - Apomecynini - Astathini - Batocerini - Calliini - Ceroplesini - Colobotheini - Compsosomatini - Cyrtinini - Desmiphorini - Dorcadionini - Dorcaschematini - Elytracanthini - Eupromerini - Falsamblestiini - Gleneini - Gnomini - Gyaritini - Hecyrini - Hemilophini - Hippopsini - Homonoeini - Hyborhabdini - Lamiini - Laticraniini - Mauesini - Megabasini - Mesosini - Moneilemini - Monochamini - Morimopsini - Nyctimenini - Onciderini - Onocephalini - Parmenini - Phacelini - Phrissomini - Phrynetini - Phytoeciini - Pogonocherini - Polyrhaphidini - Pretiliini - Ptericoptini - Pteropliini - Rhodopini - Saperdini - Tapeinini - Tetraopini - Tetropini - Tmesisternini - Xenoleini - Xylorhizini.[2][3][4]

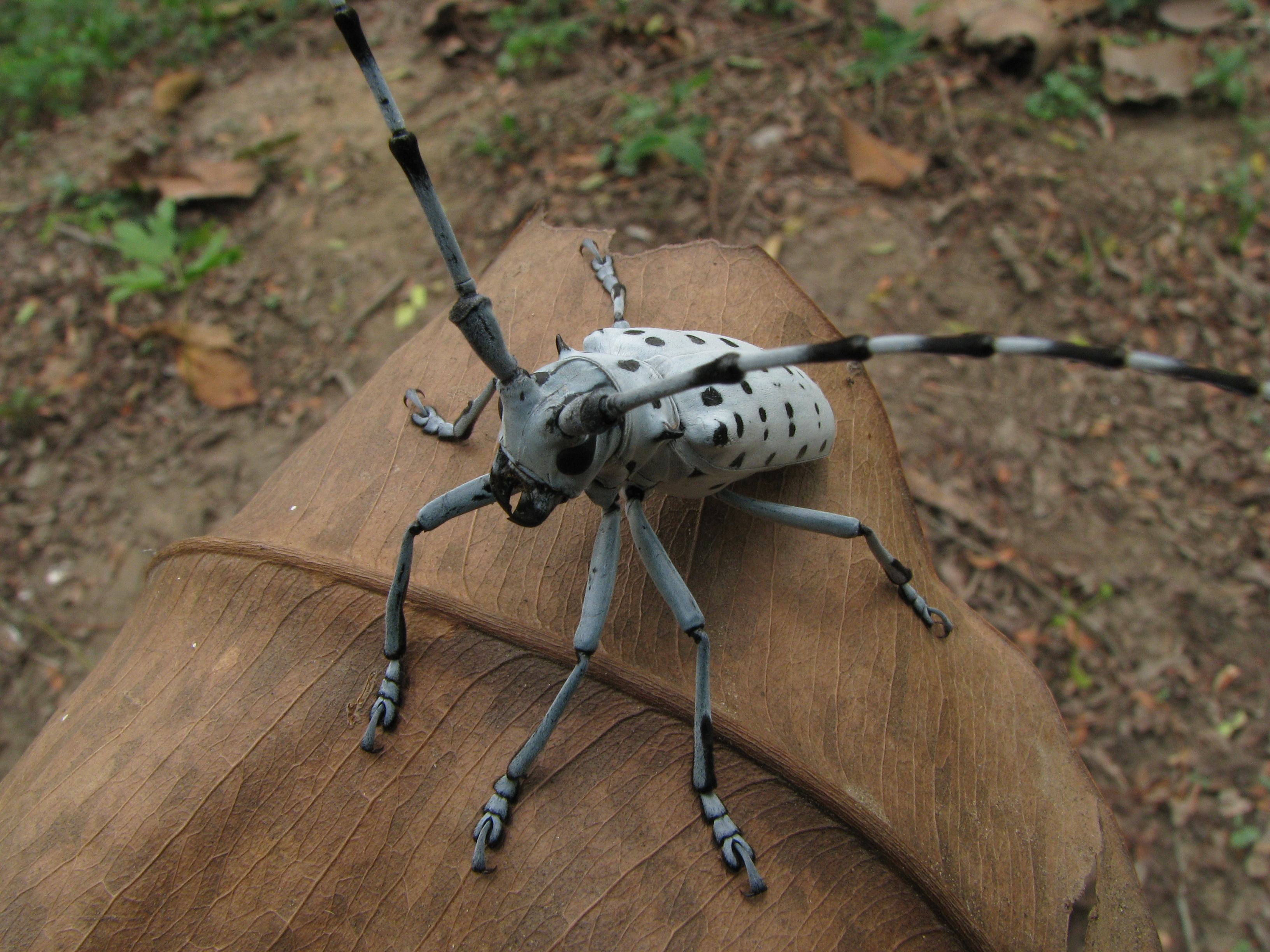
Pseudonemophas versteegi (Ritsema, 1881)

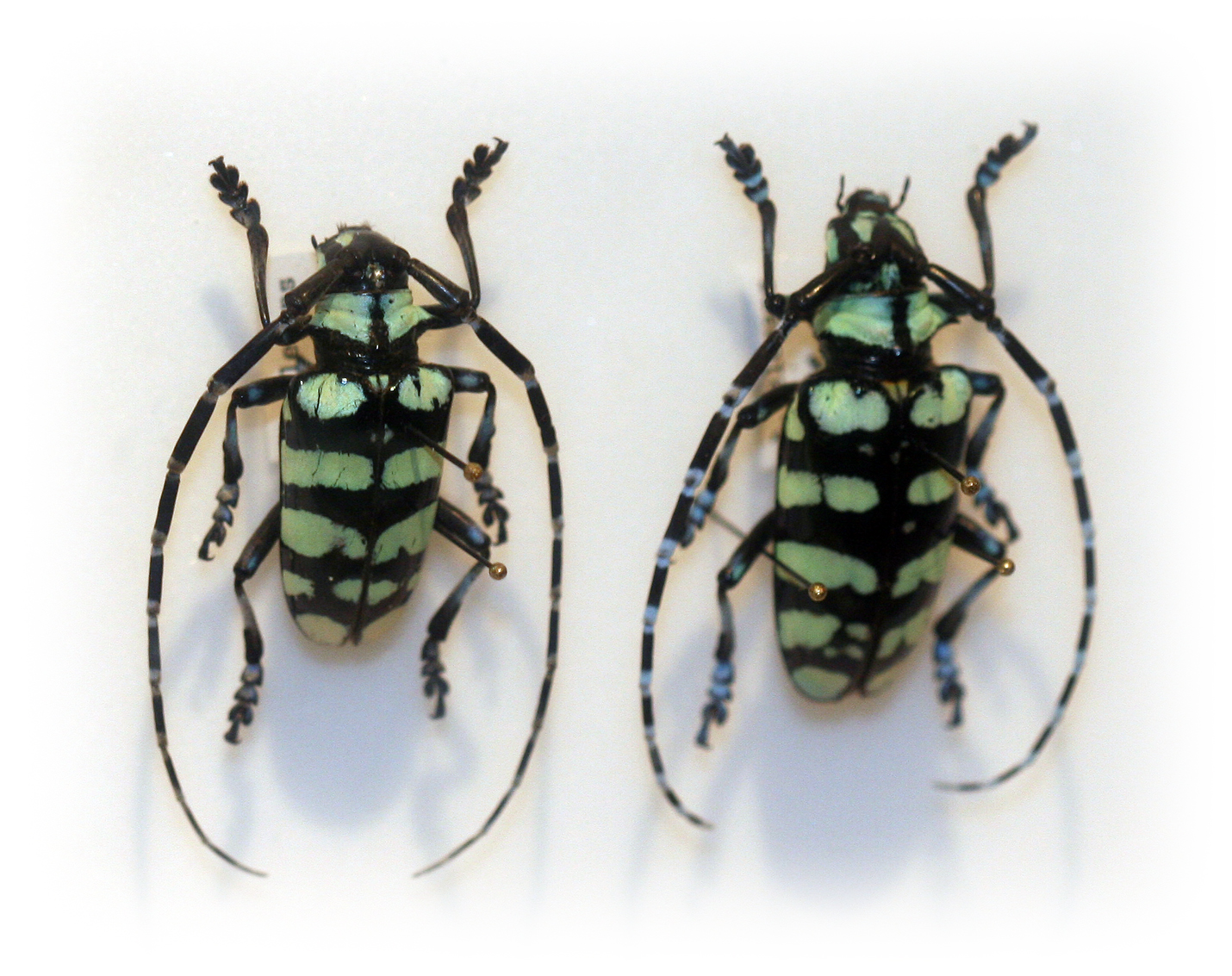
Anoplophora elegans

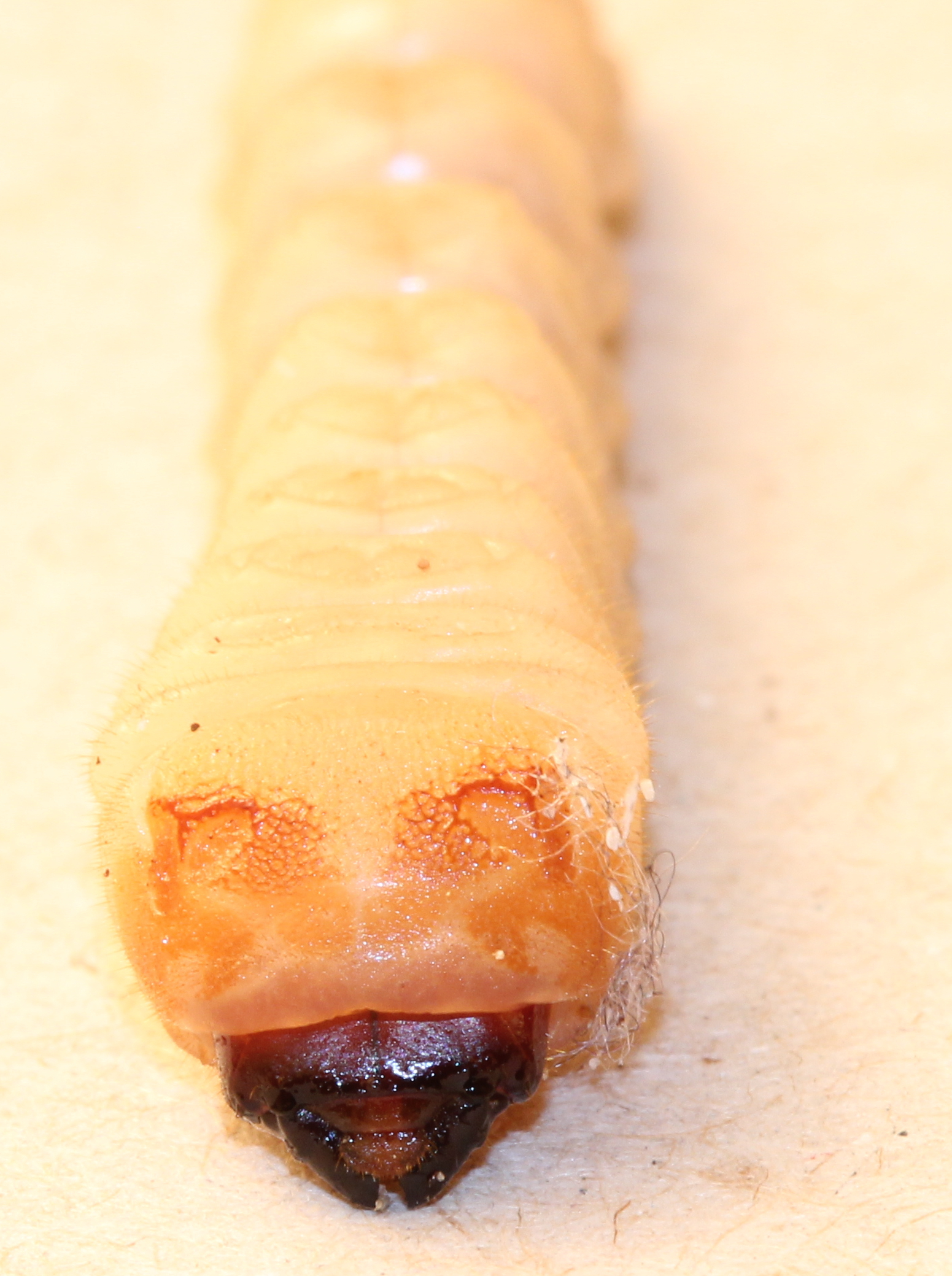
larva de Phryneta spinator en madera de higuera

## Algunos géneros
- Acanthocinini Blanchard, 1845
- Acanthoderini Thomson, 1860

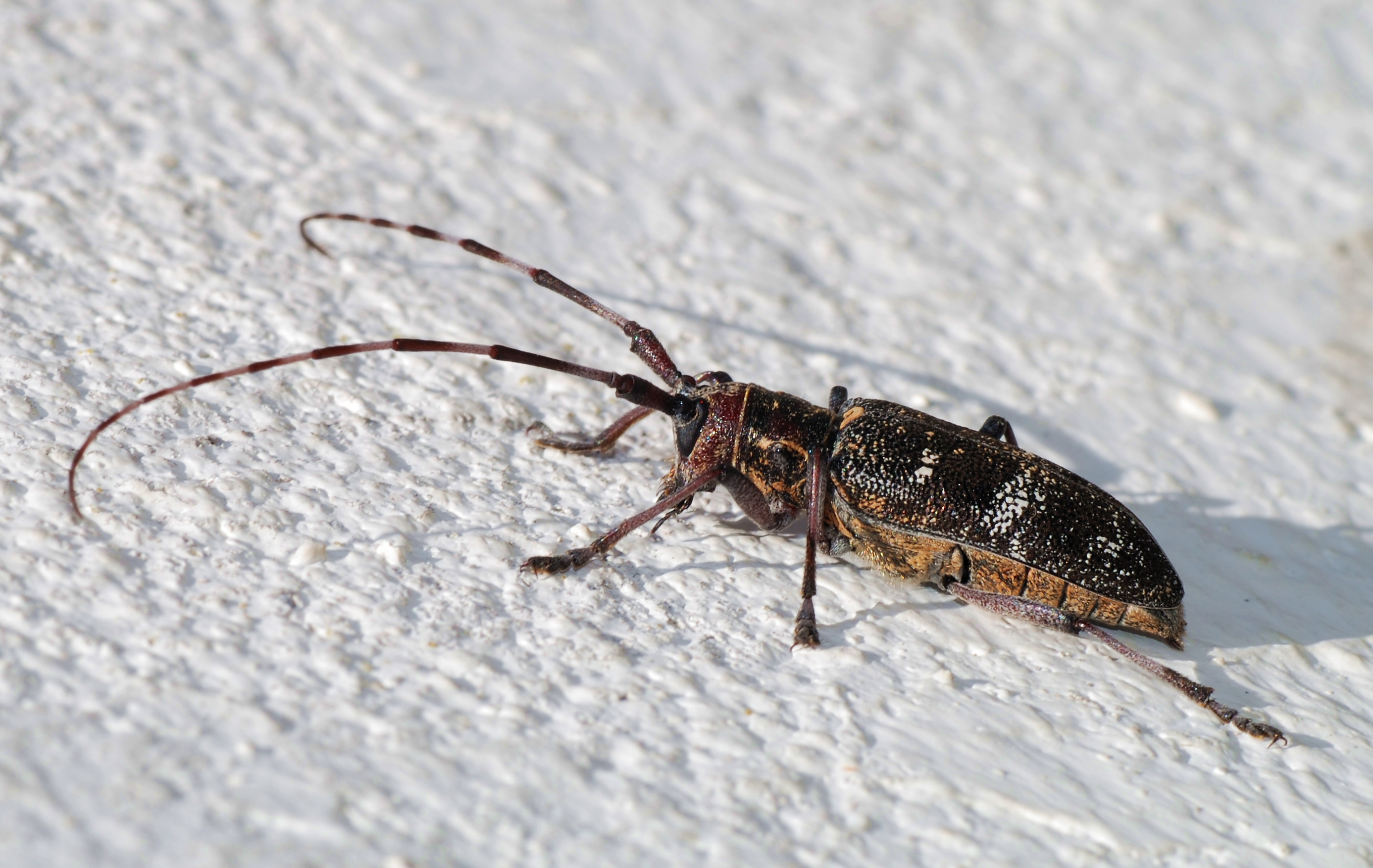
Monochamus galloprovincialis

- Acanthomerosternoplonini Tippmann, 1955
- Acanthocinus
- Acmocerini Thomson, 1864
- Acridocephalini Dillon & Dillon, 1959
- Acridoschema
- Acrocinini Thomson, 1860
- Aderpasini Breuning & Téocchi, 1977
- Aegomorphus
- Aerenea Thomson, 1857
- Aerenicini Lacordaire, 1872
- Agapanthiini Mulsant, 1839
- Ancylonotini Lacordaire, 1869
- Anisocerini Thomson, 1860
- Anoplophora
- Apomecynini Thomson, 1860
- Astathini Thomson, 1864
- Astylopsis
- Ataxia
- Batocerini Lacordaire, 1869
- Calliini Thomson, 1864
- Callimetopus
- Ceroplesini Thomson, 1860
- Cloniocerini Lacordaire, 1872
- Coenopaeus
- Colobotheini Thomson, 1860
- Compsosomatini Thomson, 1857
- Crinotarsini Lacordaire, 1872
- Crossotini Thomson, 1864
- Cyrtinini Thomson, 1864
- Cyrtinus
- Dectes
- Desmiphorini Thomson, 1860
- Dorcadiini Latreille, 1825
- Dorcaschematini Thomson, 1860
- Dorcaschema
- Ecyrus
- Elytracanthinini Lane, 1955
- Emphytoeciini Lacordaire, 1872
- Enicodini Thomson, 1860
- Epicastini Thomson, 1864
- Eunidiini Téocchi et al., 2010
- Eupromerini Galileo & Martins, 1995
- Eupogonius
- Exocentrini Pascoe, 1864
- Forsteriini Tippmann, 1960
- Gnomini Thomson, 1864
- Gyaritini Breuning, 1956
- Heliolini Breuning, 1951
- Hemilophini Thomson, 1868
- Hippopsis
- Homonoeini Thomson, 1864
- Hyborhabdini Aurivillius, 1911
- Hyperplatys
- Lamiini Latreille, 1825 (including Monochamini)
- Laticraniini Lane, 1959
- Leptostylopsis
- Leptostylus
- Lepturges
- Liopinus
- Mauesiini Lane, 1956
- Megabasini Thomson, 1864
- Mesosini Thomson, 1860
- Microcymaturini Breuning & Téocchi, 1985
- Moneilemini Thomson, 1864
- Monochamus
- Morimonellini Lobanov, Danilevsky & Murzin, 1982
- Morimopsini Lacordaire, 1869
- Neoptychodes
- Nyctimeniini Gressitt, 1951
- Nyssodrysina
- Oberea
- Oculariini Breuning, 1950
- Onciderini Thomson, 1860
- Onocephalini Sturm, 1843
- Oplosia
- Pachystolini Aurivillius, 1922
- Parmenini Mulsant, 1839
- Petrognathini Blanchard, 1845
- Phacellini Lacordaire, 1872
- Phantasini Hunt & Breuning, 1957
- Phrissomini Thomson, 1860
- Phrynetini Thomson, 1864
- Pogonocherini Mulsant, 1839
- Polyrhaphidini Thomson, 1860
- Pretiliini Martins & Galileo, 1990
- Proctocerini Aurivillius, 1921
- Prosopocerini Thomson, 1868
- Protonarthrini Thomson, 1864
- Pogonocherus Pseudonemophas
- Pseudomacrochenus Breuning, 1942
- Pteropliini Thomson, 1860
- Rhodopinini Gressitt, 1951
- Saperda
- Saperdini Mulsant, 1839 (including Phytoeciini)
- Stenobiini Breuning, 1950
- Sternotomini Thomson, 1860
- Sybra
- Tapeinini Thomson, 1857
- Tetraopini Thomson, 1860
- Tetraulaxini Breuning & Téocchi, 1976
- Tetropini Portevin, 1927
- Theocridini Thomson, 1858
- Tmesisternini Thomson, 1860
- Tragocephalini Thomson, 1857
- Urgleptes
- Velorini Thomson, 1864
- Xenofreini Bates, 1885
- Xenoleini Lacordaire, 1869
- Xylorhizini Lacordaire, 1872
- Zygocerini Lacordaire, 1872